# Michał Koniuch
Michał Mikołaj Koniuch (ur. 31 lipca 1983 w Białymstoku) – polski polityk i przedsiębiorca, od 2024 wicewojewoda kujawsko-pomorski.

## Życiorys
W 2010 ukończył administrację o specjalności zarządzanie służbami porządku publicznego w Wyższej Szkole Administracji Publicznej im. Stanisława Staszica w Białymstoku, a w 2013 studia podyplomowe z zarządzania zasobami ludzkimi na Politechnice Białostockiej. Pracował jako kierownik w spółkach Tesco i Ustronianka, następnie rozpoczął prowadzenie własnej działalności gospodarczej w branży transportowej.
W 2020 zaangażował się w działalność Polski 2050, został przewodniczącym regionu kujawsko-pomorskiego partii. 17 stycznia 2024 powołany na stanowisko drugiego wicewojewody kujawsko-pomorskiego, odpowiedzialnego m.in. za sprawy obywatelskie i współpracę z organizacjami pozarządowymi.
Zamieszkał w Ząbkach.